# Голядь
Го́лядь (д.-рус. голѧдь) — балтомовне плем'я, що мешкало та згадувалось, за руськими письмовими джерелами XI—XII століть, та згідно з Московськими джерелами та археологічними даними, повністю підпало під владу Московського князівства в кінці XIV століття, у верхів'ях річки Протви на території північної частини сучасної Калузької, сходу Смоленської та півдня Московської областей Російської Федерації, археологічним відповідником голяді вважається мощинська культура, що охоплює, крім згаданих, ще Тульську та частину Орловської областей та інших суміжних областей на захід та південь від міста Москви.

## Етимологія
Згідно з М. Фасмером і деякими іншими дослідниками, д.-рус. голѧдь походить від балтійського Galindai (множинна форма), утвореного від іменника зі значенням «межа», «край», «окраїна» (пор. лит. gãlas — «кінець»). Первісно — «жителі узграниччя (прикордоння)».

## Історичні відомості
Перша згадка про голядь відноситься до 1058 року та має відносно короткий характер.
«В лѣт̑ 6566 Побѣди Изѧславъ. Голѧдь». Тут мається на увазі син Ярослава Мудрого київський князь Ізяслав-Дмитро Ярославич. Ця подія зафіксована як єдина для цього року.
Чернігівський князь Святослав Всеволодович ходив на голядь біля 1147 року:
 «В лѣт̑ 6655 Иде Гюрги воевати Новгорочкои волости. и пришедъ взѧ Новъıи Торгъ. и Мьстоу всю взѧ а ко Ст҃ославоу присла Юрьи повелѣ емоу Смоленьскоую волостъ воевати. и шедъ Ст҃ославъ. и взѧ люди Голѧдь верхъ въ Поротве. и тако ѡполонишасѧ дроужина Ст҃ославлѧ»
До XIII століття голядь була здебільшого слов'янізована, однак характерні для неї традиції матеріальної культури були багато в чому перейняті слов'янським племенем в'ятичів, котре переселилось сюди з території нинішньої Польщі у 9 ст

## Походження
На думку деяких вчених предками голяді, можливо, було плем'я галіндів, що згадується ще в 2 столітті Клавдієм Птолемеєм і жило у Прибалтиці в місцевості Галіндії, на території Східної Пруссії, в районі Мазурських озер. Згідно з цією гіпотезою вони почали переселення на схід у басейн Оки під натиском бастарнів та асимілювали місцеве також балтомовне населення так званої верхньоокської культури. Інші вчені вважають голядь простим продовженням цієї культури. Безсумнівним, згідно з археологічними даними, залишається тісна взаємопов'язаність голядських, мощинських та «верхньоокських» пам'яток.

## Цікаві факти
- У наступному уривку Іпатіївського літопису про похід чернігівського князя Святослава на голядь у 1147 р. вперше згадано місто Москва: «и взѧ люди Голѧдь верхъ Поротве. и тако ѡполонишасѧ дроужина Ст҃ославлѧ . и приславъ Гюргии . реч̑е приди ко мнѣ брате въ Московъ…»[2]
- Етнонім дав назву кільком населеним пунктам у Підмосков'ї: село Голяді в Дмитровському районі та село Голяді в Клинському районі (з 1965 р. с. Папівіно).
- У межах нинішньої Москви акти згадують річку Голяданку, ліву притоку Москви-ріки.
- В околицях міста Брянська з давніх часів відомо село Голяже (нині перейменоване у Отрадне).
- Село з назвою Голядин існує в Шацькому районі Волинської області, що може свідчити про поселення тут групи полоненої або з інших причин переселеної сюди голяді.

## Використані джерела
1. ↑  Голядь [Архівовано 24 серпня 2017 у Wayback Machine.] Этимологический словарь русского языка. — М.: Прогресс М. Р. Фасмер 1964—1973.
2. 1 2  Повісь временних літ (ПСРЛ. — Т. 2. Ипатьевская летопись. — СПб., 1908. — Стлб. 151—171.). Архів оригіналу за 13 серпня 2011. Процитовано 23 грудня 2011.
3. ↑  Київський літописний звід (ПСРЛ. — Т. 2. Ипатьевская летопись. — СПб., 1908. — Стлб. 285—301.). Архів оригіналу за 13 серпня 2011. Процитовано 23 грудня 2011.
4. ↑  В. В. Седов Голедь. Архів оригіналу за 29 листопада 2014. Процитовано 23 грудня 2011.
5. ↑  Повість временних літ. Архів оригіналу за 11 березня 2021. Процитовано 23 грудня 2011.
6. ↑  Прошкин О. Л. Освоение территории Верхнего Поочья в древнерусский период. Автореферат диссертации на соискание ученой степени кандидата исторических наук. М., 2001. С.18
7. ↑  Соловьев С. М., 1959. История России с древнейших времен. Кн. 1, т. 1-2. М., С. 119—120
8. ↑  Седов В. В. Восточные славяне и их соседи в VI—XIII вв. М., 1982. Скршкин А. С. Фибулы нижнего Поволжья (по материалам сарматских погребений) // СА. 1977. № 2